# Enoplognatha zapfeae
Enoplognatha zapfeae är en spindelart som beskrevs av Levi 1962. Enoplognatha zapfeae ingår i släktet Enoplognatha och familjen klotspindlar. Inga underarter finns listade i Catalogue of Life.